# Kalvarienberg bei St. Lambertus (Düsseldorf)

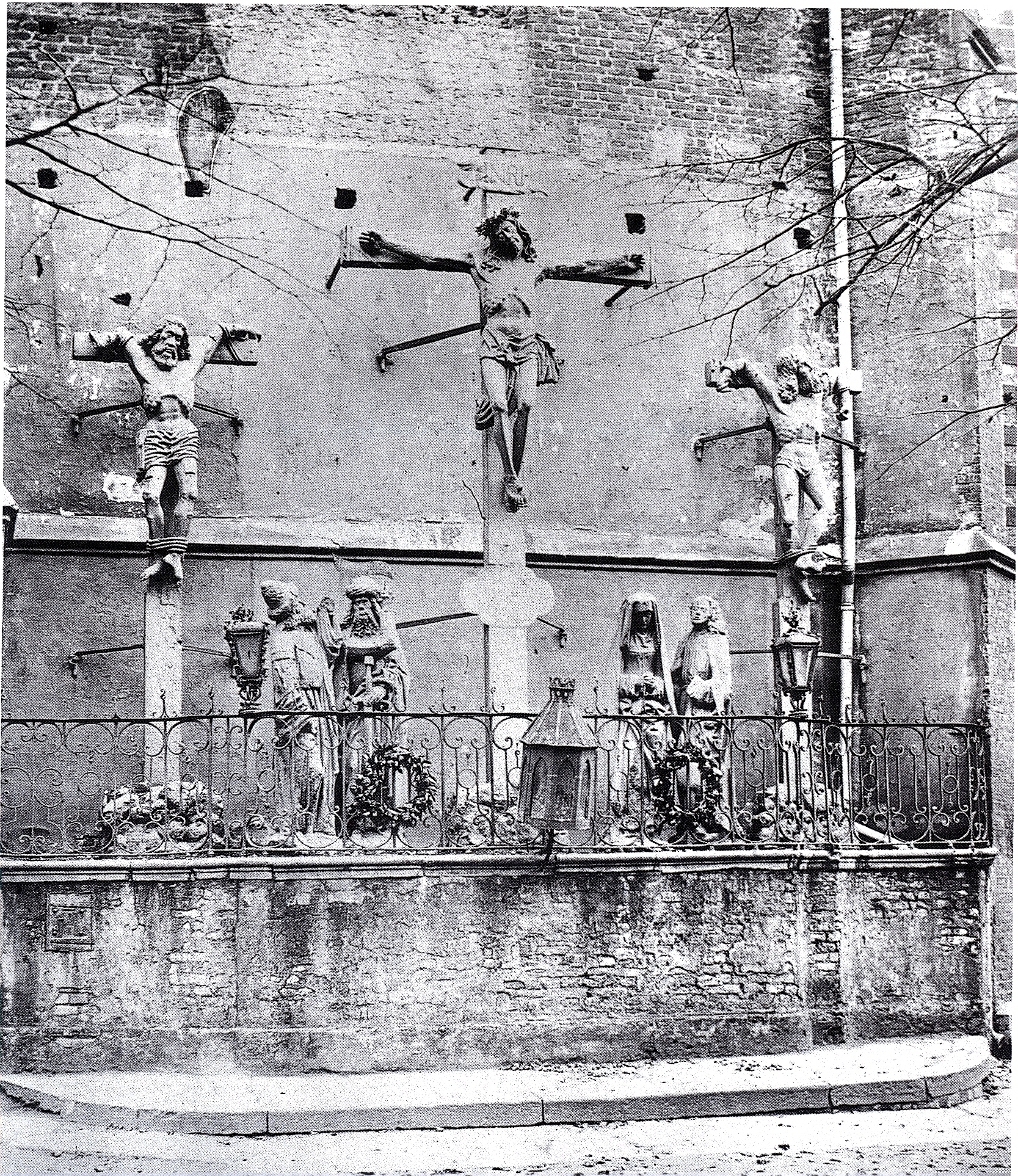
Der alte Kalvarienberg, vor dem Abbruch.

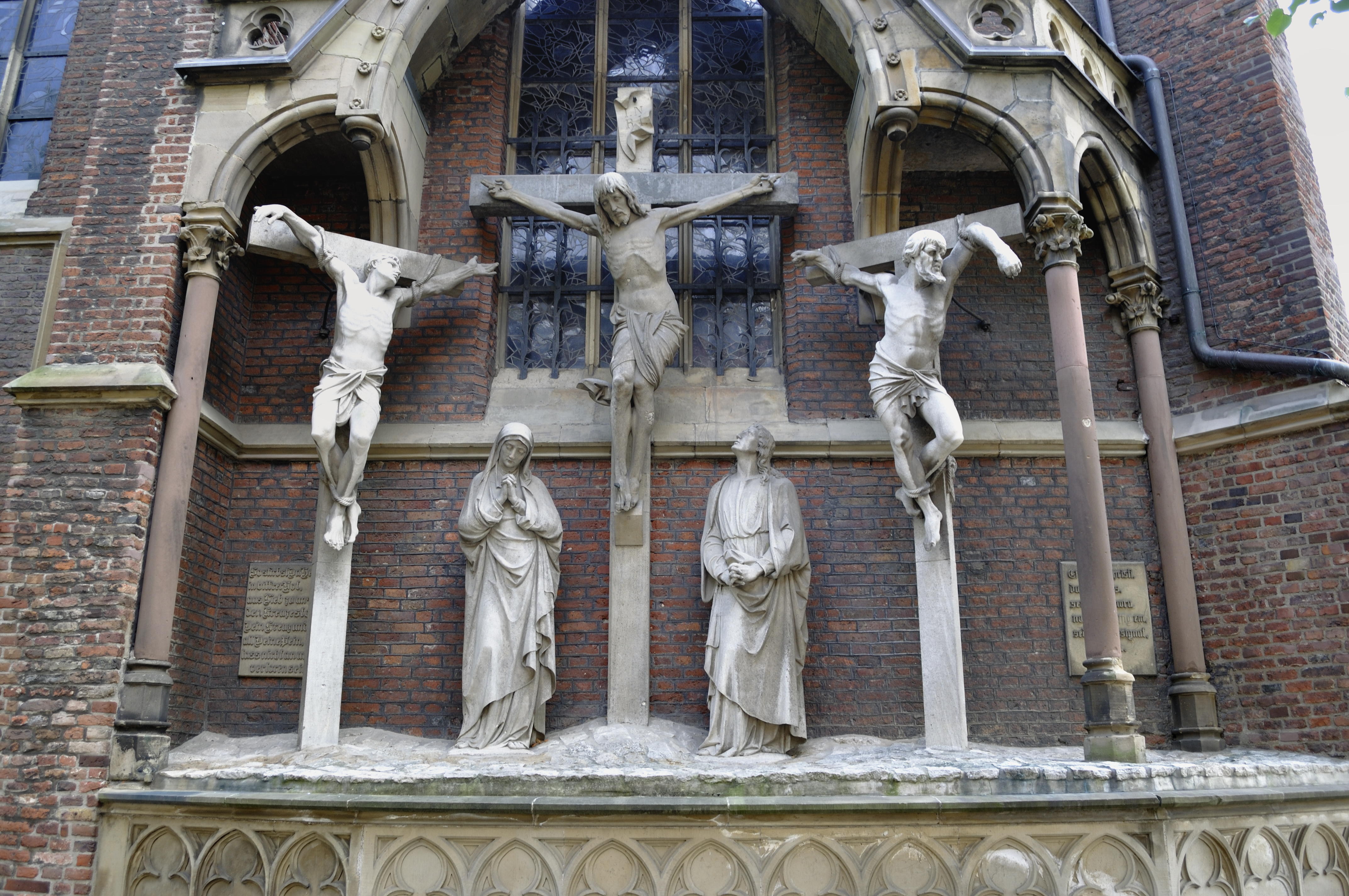
Neuer Kalvarienberg geschaffen von Anton Josef Reiss im Jahre 1887.

Der Kalvarienberg bei der Kirche St. Lambertus in der Straße Altestadt im Düsseldorfer Stadtteil Altstadt ist eine historische Figurengruppe.

## Beschreibung
Die Figurengruppe des alten Kalvarienbergs bestand aus sieben Figuren, die aus Sandstein geschaffen wurden. Zu Füßen des mittleren Kreuzes befanden sich auf der linken Seite der Hauptmann und Longinus, auf der rechten Seite Maria und Johannes. 1887 wurde diese Figurengruppe abgebrochen und durch eine neue ersetzt. Nach 1887 entstand ein neuer Kalvarienberg an der Düsseldorfer St.-Lambertus-Kirche, der von Anton Josef Reiss geschaffen wurde. Dabei wurden auf die beiden Figuren des Longinus und des Hauptmanns verzichtet. Über einem Landschaftssockel erheben sich drei Kreuze, an denen sich die Figuren des Christus und der beiden Schächer befinden. Zu Füßen des mittleren Kreuzes befinden sich die Figuren der Maria und des Johannes. Die „allgemeine Formensprache der Kreuzigungsszene ist gotisch […] aber es ist eine Gotik mit italienischem Akzent“. So ist diese Figurengruppe von einem „zwiespältigen Formcharakter“ gekennzeichnet. Weil die Figurengruppe an die Wiederbelebung der monumentalen Kunst zu Anfang des 19. Jahrhunderts erinnert, könnte diese nach Trier auch „spätnazarenisch“ sein. Die Schächerfiguren zeigen nach Trier jedoch „jüngere Züge des expressiven Naturalismus“.
Um 1930 fertigte der Bildhauer Hermann Nolte Kopien der Kalvarienbergfiguren von Reiss an. Er verwendete dazu Muschelkalk. Die damals schon recht mitgenommenen Originale von Reiss’ Hand sind mittlerweile verschollen.